# Passer rufocinctus
El gorrión keniata (Passer rufocinctus) es una especie de ave paseriforme de la familia Passeridae endémica de África oriental. Se encuentra únicamenten el suroeste de Kenia y el norte de Tanzania.
Algunas autoridades han agrupado el gorrión grande (P. motitensis), el gorrión keniata y el gorrión de Socotora (P. insularis) en P. motitensis siguiendo a Dowsett & Forbes-Watson (1993). También agrupan al gorrión de Shelley y el gorrión del Kordofán con esta especie, o los tres en el gorrión grande.

## Distribución y hábitat
Se la encuentra en Kenia y Tanzania. Suele habitar en sabanas boscosas secas y zonas agrícolas.